# 菲律賓腭竺魚
菲律賓腭竺魚（学名：Foa fo），又名菲律賓小天竺鯛，為輻鰭魚綱鈎頭魚目天竺鯛科腭竺魚屬下的一個種，分布於印度太平洋區，從馬爾地夫到社會群島,北至菲律賓, 南至拉帕島海域，深度0至82公尺，本魚體延長呈橢圓形，體稍側扁，頭大、眼大、口大且斜裂，頜齒細小，鋤骨和腭骨通常具齒，舌上無齒，前鰓蓋骨邊緣光滑，體被弱櫛鱗，魚鱗邊緣均勻至蒼白邊緣，身體有褐色斑駁紋路，有5個較暗的不規則條紋，第一個位於第一背鰭起點的前面，第二條條紋從第一背鰭後半部到骨盆鰭後半部，第三個窄條紋位於軟背鰭和軟臀鰭之間，第四個窄條紋位於軟背鰭和軟臀鰭之間位於尾柄上，第五個位於尾鰭基部，胸鰭基部有白色斑點，尾鰭基部有3個白色，背鰭軟條後基部後方有白色斑點，第二背鰭、臀鰭和尾鰭蒼白，有深色條紋，背鰭2個，尾鰭截形，背鰭硬棘9枚、背鰭軟條9枚、臀鰭硬棘2枚、臀鰭軟條8枚，體長可達3.5公分，棲息在沿岸珊瑚礁或岩礁區，夜間活動，肉食性，以浮游生物或小型無脊椎動物為食，繁殖期時，雄魚具有口孵習性，卵約7日化成仔魚，由雄魚吐出，具短暫的仔魚飄浮期，生活習性不明。